# 圣尼古拉教堂 (汉堡)
汉堡圣尼古拉教堂（德語：St.-Nikolai-Kirche）是位於德国汉堡的5座主要的新教教堂之一，现在是一座废墟，用作纪念。从1874年到1876年曾是世界最高建筑，现在仍是汉堡第二高建筑。
汉堡圣尼古拉教堂的现状是二战中大空袭的结果。